# Donhierro
Donhierro ist eine Gemeinde (Municipio) in der Provinz Segovia in der autonomen Region Kastilien-León. Sie grenzt an die Provinz Ávila. Donhierro hat eine Fläche von 17,22 km² mit einer Bevölkerung von 75 Einwohnern (Stand: 2024) und befindet sich in der Nähe des Flusses Rio Adaja, rund 68 Kilometer nordwestlich von Segovia.

## Geschichte
Mitte des 13. Jahrhunderts wurde der Ort in historischen Aufzeichnungen als Don Fierro erstmals erwähnt, die sich auf eine Wiederbesiedlung dieses Namens bezieht. Der Name deutet auf eine baskische Herkunft hin. In dieser Zeit gab es zwei andere kleine Siedlungen in Don Fierro, Botalhorno und Salvador de Cuellar wurden jedoch später nicht mehr erwähnt.

## Bevölkerungsentwicklung
| Jahr      | 1991 | 1996 | 2001 | 2004 | 2008 | 2012 | 2014 | 2018 |
| Einwohner | 120  | 116  | 112  | 96   | 115  | 116  | 105  | 91   |

## Sehenswertes
Iglesia Parroquial de San Lorenzo (Pfarrkirche San Lorenzo), ein barockes Gebäude aus Ziegeln und Lehm gebaut, mit einem dreiteiligen Glockenturm. Das einzige Kirchenschiff mit zwei Seitenkapellen auf beiden Seiten wurde dem Schutzpatron San Lorenzo geweiht. Das Altarbild stellt San Isidro und San José dar. In den Seitenkapellen sind die Bilder der Jungfrau des Rosenkranzes, dem gekreuzigten Christus und der Unbefleckten Empfängnis Marias flankiert. Das Patronatsfest wird jedes Jahr am 10. August gefeiert.